# Místic (Imperi Romà d'Orient)
El místic (grec: μυστικός, mistikós) fou un alt càrrec de la cort romana d'Orient entre els segles ix i xv. L'ofici de místic és documentat per primera vegada durant el regnat de Basili II, quan l'ocupava Lleó Cerosfactes. No se'n coneixen amb certesa les funcions inicials, tot i que probablement era un secretari privat de l'emperador que també exercia funcions judicials. Posteriorment esdevingué un important funcionari fiscal durant el període dels Comnens i es mantingué com un dels càrrecs estatals de major rellevància durant el període dels Paleòleg.